# Cold Steel Whisper
| Recensione        | Giudizio |
| ----------------- | -------- |
| Rock Hard tedesco | [ 2 ]    |

Cold Steel Whisper è il quarto album in studio del gruppo musicale heavy metal tedesco Unrest, pubblicato nel 1998 dall'etichetta discografica Point Music.

## Il disco
Si tratta del terzo lavoro consecutivo registrato con la stessa formazione. Il disco contiene la traccia Out in the Rain che è la seconda parte della canzone Hunter posta in chiusura del precedente, mentre l'ultima traccia è un brano strumentale, intitolato Ten Years (dieci anni), che fa riferimento al decimo anniversario dalla nascita del gruppo.

Lo stile musicale presente in questo album è quello del metal tradizionale con elementi tipici del power tedesco, similmente agli Accept e ai Sinner.

## Tracce
1. Never Surrender – 4:37
2. Cold Steel Whisper – 4:17
3. Reptile Love – 5:24
4. Out in the Rain (Hunter Part II) – 4:08
5. Leave Me Now – 4:41
6. Under the Gun – 6:00
7. You Will Never Catch Me – 3:06
8. Secret Games – 4:51
9. Let It Rock – 4:16
10. Ten Years – 4:35 – (strumentale)

## Formazione
- Sönke Lau – voce
- Claus Wiechert – chitarra
- Hendrik Niedbalka – chitarra
- Gerd Nawrocki – basso
- Guido Hettwer – batteria